# Juan Joya Borja
Juan Joya Borja, pseud. El Risitas (ur. 5 kwietnia 1956 w Sewilli, zm. 28 kwietnia 2021 tamże) – hiszpański komik i aktor. Szeroką popularność zyskał w 2015 roku dzięki serii memów pochodzących z jego wywiadu telewizyjnego z czerwca 2007 roku w programie Ratones coloraos.

## Życiorys
Urodził się w Sewilli 5 kwietnia 1956 r. Pracował na różnych stanowiskach przez całe życie, w tym jako kucharz i budowlaniec. Jego pierwszy występ w telewizji miał miejsce w 2000 roku w programie Jesúsa Quintero o nazwie El Vagamundo, gdzie przeprowadził wywiad ze swoim znajomym na temat różnych sytuacji życiowych, w komediowym stylu. Stał się rozpoznawalny dzięki swemu charakterystycznemu śmiechowi, popularność doprowadziła do wiralowej serii memów oraz nadania mu przydomku „El Risitas” (hiszp. chichot). Pojawił się także w filmie Torrente 3: El protector z 2005 roku. W 2015 roku dzięki wywiadowi udzielonemu w czerwcu 2007 roku w programie Ratones coloraos stał się znany poza Hiszpanią, dzięki czemu wystąpił na przykład w fińskiej reklamie.
We wrześniu 2020 został przyjęty do Hospital de la Caridad w Sewilli, gdzie z powodów powikłań cukrzycy amputowano mu nogę. 28 kwietnia 2021 został przeniesiony z Hospital de la Caridad do Hospital Universitario Virgen del Rocío po nagłym nawrocie choroby. Zmarł tego samego dnia w wieku 65 lat.